# Мало Требељево
Мало Требељево (словен. Malo Trebeljevo) је насељено место у оквиру градске општине Љубљана, Средњесловенска регија, Словенија.

## Историја
До територијалне реорганизације у Словенији била је у саставу града Љубљане, односно старе општине Мосте-Поље.

## Територијална организација и припадност насеља
| Kleintrebeleu / Мало Требељево | Kleintrebeleu / Мало Требељево              | Kleintrebeleu / Мало Требељево                                         | Kleintrebeleu / Мало Требељево                             |
| Пописна година                 | Држава/Крунска земља                        | Политички округ (округ, округ) / Судски округ (округ, округ) / општина | Насеља и делови насеља (број становника)                   |
| ------------------------------ | ------------------------------------------- | ---------------------------------------------------------------------- | ---------------------------------------------------------- |
| 1869                           | Аустроугарска, Аустријско царство / Крањска | Литија / Литија / Требељево                                            | Није посебно наведено                                      |
| 1880                           | Аустроугарска, Аустријско царство / Крањска | Литија / Литија / Требељево                                            | Trebeleu / Требељево : Kleintrebeleu / Мало Требељево (75) |
| 1890                           | Аустроугарска, Аустријско царство / Крањска | Литија / Литија / Требељево                                            | Требелеу / Требељево : Kleintrebeleu / Мало Требељево (71) |
| 1900                           | Аустроугарска, Аустријско царство / Крањска | Литија / Литија / Требељево                                            | Trebeleu / Требељево : Kleintrebeleu / Мало Требељево (73) |
| 1910                           | Аустроугарска, Аустријско царство / Крањска | Литија / Литија / Требељево                                            | Trebeleu / Требељево : Kleintrebeleu / Мало Требељево (57) |
| Мало Требељево                 |                                             |                                                                        |                                                            |
| Пописна година                 | Држава/Округ, Бановина                      | Жупанија (округ, округ) / општина                                      | Насеља и делови насеља (број становника)                   |
| 1921                           | Краљевина СХС                               |                                                                        |                                                            |
| 1931                           | Краљевина Југославија / Бановина Драва      |                                                                        |                                                            |
| Мало Требељево                 |                                             |                                                                        |                                                            |
| Пописна година                 | Држава / Република                          | Жупанија (округ, округ) / општина                                      | Насеља и делови насеља (број становника)                   |
| 1948                           | ФНРЈ / НР Словенија                         | Љубљана–околина / МНО Прежгање                                         | Мало Требељево (58)                                        |
| 1953                           | ФНРЈ / НР Словенија                         | Љубљана / Бурнинг                                                      | Мало Требељево (55)                                        |
| 1961                           | ФНРЈ / НР Словенија                         | Љубљана / Мосте–Поље                                                   | Мало Требељево (47)                                        |
| 1971                           | СФРЈ / СР Словенија                         | Град Љубљана / Мосте–Поље                                              | Мало Требељево (29)                                        |
| 1981                           | СФРЈ / СР Словенија                         | Град Љубљана / Мосте–Поље                                              | Мало Требељево (20)                                        |
| 1991                           | СФРЈ / СР Словенија                         | Град Љубљана / Мосте–Поље                                              | Мало Требељево (49)                                        |
| Мало Требељево                 |                                             |                                                                        |                                                            |
| Пописна година                 | Држава                                      | општина                                                                | Насеља и делови насеља (број становника)                   |
| 2002                           | Словенија                                   | Градска општина Љубљана / округ Шостро                                 | Мало Требељево (134)                                       |
| 2011                           | Словенија                                   | Градска општина Љубљана / округ Шостро                                 | Мало Требељево (165)                                       |
| 2021                           | Словенија                                   | Градска општина Љубљана / округ Шостро                                 | Мало Требељево (191)                                       |

Напомена: МНО је скраћеница за Месни народни одбор.

## Становништво
У попису становништва из 2021. године, Мало Требељево је имало 191 становника.
| Број становника према пописима | Број становника према пописима | Број становника према пописима | Број становника према пописима | Број становника према пописима | Број становника према пописима | Број становника према пописима | Број становника према пописима | Број становника према пописима | Број становника према пописима | Број становника према пописима | Број становника према пописима | Број становника према пописима | Број становника према пописима | Број становника према пописима | Број становника према пописима |
| ------------------------------ | ------------------------------ | ------------------------------ | ------------------------------ | ------------------------------ | ------------------------------ | ------------------------------ | ------------------------------ | ------------------------------ | ------------------------------ | ------------------------------ | ------------------------------ | ------------------------------ | ------------------------------ | ------------------------------ | ------------------------------ |
| 1869                           | 1880                           | 1890                           | 1900                           | 1910                           | 1921                           | 1931                           | 1948                           | 1953                           | 1961                           | 1971                           | 1981                           | 1991                           | 2002                           | 2011                           | 2021                           |
| -                              | 75                             | 71                             | 73                             | 57                             |                                |                                | 58                             | 55                             | 47                             | 29                             | 20                             | 49                             | 134                            | 165                            | 191                            |

Напомена: Године 1869. није наведено, а од 1880. до 1910. исказивано као део некадашњег насеља Требељево, за које садржи део података од 1880. до 1910. Године 2000. умањено за део насеља који је припојен насељу Прежгање, за који садржи податке до 1991.

### Етнички, језички и верски састав

#### Аустроугарска

##### Језички и верски састав
| Година пописа | укупно | Словеначки |
| ------------- | ------ | ---------- |
| 1869          | н/п    | н/п        |
| 1880          | 75     | 75 (100%)  |
| 1890          | 71     | 71 (100%)  |
| 1900          | 73     | 73 (100%)  |
| 1910          | 57     | 57 (100%)  |

| Година пописа | укупно | Римокатолици |
| ------------- | ------ | ------------ |
| 1869          | н/п    | н/п          |
| 1880          | 75     | 75 (100%)    |
| 1890          | 71     | 71 (100%)    |
| 1900          | 73     | 73 (100%)    |
| 1910          | 57     | 57 (100%)    |

Напомена: Ознака н/п значи да нема података или да информација није наведена.

#### ФНР/СФР Југославија

##### Национални састав
| Мало Требељево                | Мало Требељево                | Мало Требељево                |
| ----------------------------- | ----------------------------- | ----------------------------- |
| 1961                          | 1971                          | 1981                          |
| укупно: 47 Словенци 47 (100%) | укупно: 29 Словенци 29 (100%) | укупно: 20 Словенци 20 (100%) |